# Lâu đài Děčín
Lâu đài Děčín (tiếng Séc: zámek Děčín) là một lâu đài nằm trên một đồi đá cao ngay bên sông Elbe, ở thành phố Děčín, vùng Ústí nad Labem, Cộng hòa Séc. Lâu đài này có tên trong danh sách các di tích văn hóa của Cộng hòa Séc.

## Lịch sử
Tiền thân của lâu đài Děčín là một khu định cư kiên cố thời Trung cổ được ghi chép lại trong các văn bản lịch sử có niên đại từ thế kỷ 10 - thế kỷ 13. Vào thế kỷ 13, một lâu đài hoàng gia được xây dựng ở Děčín. Gia tộc Bünau đã xây dựng lại lâu đài này theo phong cách Phục hưng vào thế kỷ 16. Sau chiến tranh Ba mươi năm, gia tộc Bünau chuyển giao quyền sở hữu lâu đài này cho gia tộc Thun-Hohenstein. Sau đó, các thành viên gia tộc Thun-Hohenstein đã xây dựng lại lâu đài Děčín theo phong cách Baroque. Xung quanh lâu đài là một khu vườn mang phong cách cổ điển (có từ thế kỷ 18). Gia tộc Thun-Hohenstein sở hữu khu bất động sản này cho đến năm 1932. Từ năm 1932, lâu đài Děčín trở thành tài sản nhà nước.
Hiện nay, lâu đài Děčín là một địa điểm tham quan với nhiều chương trình triển lãm khác nhau.